# Embelia demissa
Espèce
Classification phylogénétique
Embelia demissa est une espèce de sous-arbrisseaux, endémique de l'île de La Réunion, dans le sud-ouest de l'océan Indien.